# Municipio de Pleasant Hill (condado de Newton)
El municipio de Pleasant Hill (en inglés: Pleasant Hill Township) es un municipio ubicado en el condado de Newton en el estado estadounidense de Arkansas. En el año 2010 tenía una población de 386 habitantes y una densidad poblacional de 2,03 personas por km².

## Geografía
El municipio de Pleasant Hill se encuentra ubicado en las coordenadas 35°47′47″N 93°13′41″O / 35.79639, -93.22806. Según la Oficina del Censo de los Estados Unidos, el municipio tiene una superficie total de 189.81 km², de la cual 189,52 km² corresponden a tierra firme y (0,15 %) 0,28 km² es agua.

## Demografía
Según el censo de 2010, había 386 personas residiendo en el municipio de Pleasant Hill. La densidad de población era de 2,03 hab./km². De los 386 habitantes, el municipio de Pleasant Hill estaba compuesto por el 95,85 % blancos, el 1,04 % eran amerindios, el 0,26 % eran de otras razas y el 2,85 % eran de una mezcla de razas. Del total de la población el 0,78 % eran hispanos o latinos de cualquier raza.